# Saint-Michel-de-Castelnau
Saint-Michel-de-Castelnau – miejscowość i gmina we Francji, w regionie Nowa Akwitania, w departamencie Żyronda.
Według danych na rok 1990 gminę zamieszkiwało 211 osób, a gęstość zaludnienia wynosiła 5 osób/km² (wśród 2290 gmin Akwitanii Saint-Michel-de-Castelnau plasuje się na 966. miejscu pod względem liczby ludności, natomiast pod względem powierzchni na miejscu 163.).